# Mattapoisett Center
Mattapoisett Center es un lugar designado por el censo ubicado en el condado de Plymouth en el estado estadounidense de Massachusetts. En el Censo de 2010 tenía una población de 2.915 habitantes y una densidad poblacional de 248,01 personas por km².

## Geografía
Mattapoisett Center se encuentra ubicado en las coordenadas 41°39′57″N 70°48′26″O / 41.66583, -70.80722. Según la Oficina del Censo de los Estados Unidos, Mattapoisett Center tiene una superficie total de 11,75 km², de la cual 11,75 km² corresponden a tierra firme y (0%) 0 km² es agua.

## Demografía
Según el censo de 2010, había 2.915 personas residiendo en Mattapoisett Center. La densidad de población era de 248,01 hab./km². De los 2.915 habitantes, Mattapoisett Center estaba compuesto por el 96,57% blancos, el 0,55% eran afroamericanos, el 0,03% eran amerindios, el 0,51% eran asiáticos, el 0,03% eran isleños del Pacífico, el 1,03% eran de otras razas y el 1,27% pertenecían a dos o más razas. Del total de la población el 0,72% eran hispanos o latinos de cualquier raza.